# Dicliptera arnhemica
Dicliptera arnhemica är en akantusväxtart som beskrevs av R.M. Barker. Dicliptera arnhemica ingår i släktet Dicliptera och familjen akantusväxter. Inga underarter finns listade i Catalogue of Life.